# Вивиана Римская
Вивиана (Рим, 347—352 — Рим, 362—363) — святая мученица Римская. День памяти — 2 декабря.

## Предание
Святая Вивиана (лат.: Bibiana, Viviana, Vibiana), согласно преданию, была молодой римской христианкой, которая была умучена при Флавии Клавдии Юлиане.
Истории, связанные со святой, окутаны тайной. Впервые она упоминается в Liber Pontificalis. В главе, посвященной папе римскому Симплицию (468—483), говорится, что понтифик «…освятил базилику, посвященную святой мученице Бибиане, в которой находится её тело, в окрестностях Palatium Lucianum» (то есть Licinianum, Horti Liciniani).
Исторические новости о жизни святой на самом деле очень скудны. Единственные ссылки на её историю прослеживаются в тексте Passio Bibianae, работы автора седьмого века. Согласно этому тексту, святая Вивиана была молодой женщиной, происходившей из благородной христианской семьи времён Константина (306—337).
По другим сведениям святая Вивиана родилась в Риме в 347—352 гг. от Флавиана, римского всадника и префекта Рима при императорах Константине и Констанции (350—361), и от Дафрозы, происходившей из семьи консула. Текст также передает имя сестры Вивианы Деметрии.
После восшествия на престол императора Юлиана, который восстановил жестокие гонения на христиан, Флавиан был вынужден отказаться от должности префекта, передав её в руки своего заклятого соперника и ярого сторонника язычества, Апрониана, который фактически был префектом Рима с 362 по 364 год, назначенным императором.
Отец святой был сослан в Aquas Taurinas (возможно, современный Монтефьясконе), где и был замучен 22 декабря 362 года.
Начиная с этого момента, Вивиана и Деметрия заперлись в своем доме вместе со своей матерью Дафрозой, встав на молитву в ожидании надвигающейся мученической смерти. Они были схвачены и приговорены к голодной смерти. Позднее префект переменил решение: 6 января 363 года Дафроса была обезглавлена, а Деметрия, снова заключенная в тюрьму и подвергшаяся суровому наказанию, исповедовала свою веру и отошла ко Господу.
Апрониан решил пощадить единственную Вивиану, отправив её к гнусной сводне по имени Руфина, знатоку любовных интриг, соблазнов и удовольствий. Мысль о мирской жизни не повлияла на юную святую, которая, верная своим добродетелям, вновь огласила свою веру. Префект, оскорбленный выбором Вивианы, решил предать её мукам, как и её родственников: привязанная к столпу и подвергнутая бичеванию плетями со вплетённой свинцовой дробью, святая умерла через четыре дня, согласно преданию, в возрасте пятнадцати лет.
Тело святой, согласно преданию, по приказу того же Апрониана было брошено бездомным собакам, которые оставили его совершенно невредимым. Таким образом, останки были собраны пресвитером Иоанном, который поместил их во дворец своего отца и поручил Олимпии (или Олимпине), римской матроне, родственнице Флавиана.

## Почитание
В Риме имеется храм, освящённый в честь святой Вивианы.